# Emerick Szilagyi
Emerick Szilagyi (Ungheria, 20 giugno 1910 – Detroit, 1º novembre 2009) è stato un chirurgo statunitense.
Nella sua lunga carriera è stato tra i primi ad eleggere la chirurgia vascolare al ruolo di specialità autonoma ideando e realizzando, peraltro, svariati interventi di elevata complessità. Identificò inoltre la necessità di un registro che consentisse di seguire i pazienti vasculopatici nel tempo.

## Biografia

### Infanzia
D.E. Szilagyi nacque il 20 giugno 1910 in un piccolo paese di 20 000 abitanti situato nella sezione nord-orientale della provincia della Transilvania nell'Impero austro-ungarico da una famiglia agiata, ma non ricca.

### Età giovanile e Percorso educativo europeo
Egli iniziò gli studi nel sistema scolastico ungherese strutturato sul modello austriaco, ma il suo percorso educativo venne influenzato da due eventi: l'annessione della Transilvania alla Romania per lo smembramento post-bellico dell'Impero Austro-Ungarico e la morte del padre in un incidente nel 1923. Emerick proseguì gli studi in una Transilvania oggetto di una trasformazione politica, sociale e culturale nella quale gli studenti di origine ungherese venivano discriminati. La morte del padre determinò alcune difficoltà finanziarie, mitigate dall'impegno e dall'equilibrio della madre che riuscì a mantenere lo stile di vita della famiglia. Nel 1925 la madre si risposò con un cittadino americano di origini ungheresi e si trasferì negli Stati Uniti, avviando le complesse pratiche per l'immigrazione dell'intera famiglia. Szilagyi mantenne il livello delle sue prestazioni scolastiche e conseguì il Baccalauréat in Transilvania immatricolandosi presso la facoltà di medicina dell'antica Università di Kolozsvar (Romania) che, però, abbandonò presto, scoraggiato da un'atmosfera di incompetenza e di ostilità anti-ungherese. Scaduti i termini per l'immatricolazione presso altri atenei, decise di trasferirsi per un anno a Parigi per perfezionare la lingua francese e frequentare, con profitto, il corso di ingresso alla scuola di medicina denominato NPCN (fisica, chimica e scienze naturali) all'Università della Sorbonne. Si immatricolò, quindi, alla storica Facoltà di Medicina di Debrecen, nel nordest dell'Ungheria, costruita sul modello tedesco. Studiò le materie di anatomia, biochimica e fisiologia, passando gli esami relativi con il massimo dei voti. Verso la fine dell'anno ricevette la notizia che il consolato americano a Bucarest aveva emesso il visto che gli consentiva l'accesso agli Stati Uniti.

### L'inserimento nel Sistema Universitario Statunitense
Dopo essersi trasferito negli Stati Uniti presso i genitori a Detroit nel Michigan, Szilagyi superò grazie al suo grande impegno le difficoltà di inserimento e si immatricolò alla prestigiosa Università del Michigan ad Ann Arbor dove conseguì la laurea in medicina (con lode). Durante il corso di laurea mostrò una predilezione per le specialità chirurgiche. Realizzò il tirocinio (internato) presso l'University Hospital durante il quale manifestò uno spiccato interesse per la patologia aterosclerotica avanzata. Successivamente egli ottenne un incarico come Junior Instructor nel Dipartimento di Patologia dell'University Hospital dove conseguì, dopo due anni, il master in Patologia. Tale esperienza maturata sotto la guida del Prof. Vernon Weller segnò il suo successivo percorso scientifico illuminato da una profonda conoscenza anatomica ed anatomo-patologica, macro e microscopica, e guidato dal più assoluto rispetto del rigore scientifico e dell'onestà intellettuale. Nel 1939 ebbe accesso, per completare la specializzazione in chirurgia generale, all'Henry Ford Hospital di Detroit, strutturato sul modello organizzativo della Johns Hopkins University di Baltimora nel Maryland, dove concluse il proprio percorso formativo sotto la guida del Dr. Roy D.McClure, allievo del Dr.William Stewart Halsted.

### L'esperienza in Brasile
Nel 1942, in virtù del suo curriculum di studi e delle sue esperienze cosmopolite, venne chiamato dal Dr. McClure a coprire l'incarico di Direttore del Dipartimento Medico della Piantagione di Gomma Henry Ford in Brasile, ruolo di grande importanza strategica e di supporto allo sforzo bellico degli Stati Uniti nel II Conflitto Mondiale. Durante i trenta mesi nei quali egli ricoprì tale incarico, Szilagyi dimostrò tutte le proprie capacità organizzative, gestionali, cliniche e chirurgiche integrandosi con il personale che era chiamato a dirigere e fronteggiando, di necessità, patologie mediche e chirurgiche acute e croniche estremamente eterogenee. Egli operò anche come ufficiale medico del territorio circostante la piantagione, occupato in parte dalla foresta amazzonica non civilizzata, lottando contro la malaria e la dissenteria.

### Carriera ospedaliera
Al termine dell'esperienza brasiliana nel gennaio del 1945 Szilagyi rientrò negli Stati Uniti ottenendo l'incarico di membro permanente dello staff del Dipartimento di Chirurgia dell'Henry Ford Hospital. Egli lavorò all'interno di questa istituzione sino alla fine della sua attività professionale realizzando una brillante carriera ed offrendo un impulso allo sviluppo delle attività cliniche e di ricerca di questo ospedale. Egli indirizzò sempre più verso la chirurgia ricostruttiva arteriosa l'attività della II Divisione di Chirurgia Generale che venne, di conseguenza rinominata, negli anni sessanta, tra le prime negli Stati Uniti, Divisione di Chirurgia Vascolare. Nel 1960 uno dei primi programmi di specializzazione al mondo in Chirurgia Vascolare fu attivato presso l'Henry Ford Hospital di Detroit.
Dal 1966 ricoprì l'incarico di Chairman (Capo-Dipartimento) del Dipartimento di Chirurgia e da membro influente del Council of Department Chairman (Consiglio dei Capodipartimento) indirizzò significativamente le scelte di politica sanitaria nell'intento di accrescere il prestigio e la solidità dell'Henry Ford Hospital, di elevare il più possibile i livelli delle prestazioni sanitarie e di reperire, non senza difficoltà, adeguati sostegni economici all'attività di ricerca. Particolarmente efficaci furono le sue pressioni per l'istituzione di un reparto di terapia intensiva per la gestione dei pazienti operati e dei pazienti coronarici acuti nel 1966 e per l'attivazione negli anni settanta di strutture satelliti nella periferia di Detroit che consentissero all'Henry Ford Hospital di fronteggiare le grosse variazioni demografiche generate dalle tensioni razziali del 1967. Tali strutture, inizialmente concepite per ottimizzare il reclutamento di pazienti, furono potenziate nel corso degli anni fino a giungere alla dignità di nuove strutture ospedaliere consentendo, a giudizio di molti, all'Henry Ford Health System di raggiungere lo sviluppo attuale.
Egli stimolò anche il processo di collaborazione che si concretizzò nel 1955 con la realizzazione a New Orleans del primo meeting di quella che sarebbe diventata la Six Clinic Conference che riuniva con cadenza annuale le Cliniche Cleveland, Lahey, Ochsner, Lovelace, Mayo ed Henry Ford per consentire al personale amministrativo e sanitario di queste autorevoli strutture di confrontare idee ed attività.
Lasciò l'incarico di capodipartimento nel 1975, ma continuò l'attività chirurgica presso l'Henry Ford Hospital sino al 1984.

### Vita privata
Nel 1950 Szilagyi sposò Evelyn Harper dalla quale ebbe due figlie. Malauguratamente Evelyn morì di un carcinoma della mammella all'età di 63 anni e Szilagyi, dopo tre anni di lutto, incontrò Sally Stritch Bolton con la quale si unì, in seguito, in matrimonio e convisse per i successivi vent'anni di vita.

### Ultimi anni
Dopo il 1984 mantenne la consuetudine di frequentare l'Henry Ford Hospital come consulente solo per effettuare attività clinica e per svolgere un lavoro editoriale sino al 1991. Anche superati i 90 anni mantenne un buono stato di salute ed un'eccellente preservazione delle funzioni superiori ad eccezione di una progressiva compromissione della vista, determinata da una degenerazione maculare, che ne limitò negli ultimi anni della sua vita l'autonomia. A causa di uno scompenso cardiaco, il 1º novembre 2009 Szilagy morì serenamente all'età di 99 anni, confortato dalla sua famiglia. I funerali si tennero il 6 novembre al Desmond Funeral Home on Woodward Avenue a Royal Oak..

## Attività chirurgica
Nella sua attività durata circa 50 anni presso l'Henry Ford Hospital, Szilagyi realizzò interventi chirurgici in quasi tutti i distretti corporei. Egli è comunque rinomato principalmente per il ruolo di pioniere nella chirurgia vascolare e realizzò per primo o tra i primi numerosi interventi di elevata complessità.
Nel 1952 realizzò, tra i primi al mondo e per primo dello stato, un intervento di resezione e sostituzione di un aneurisma dell'aorta addominale.
Sviluppò lo studio dei sostituti arteriosi per il trattamento dell'arteriopatia ostruttiva degli arti inferiori e nel 1954 istituì la prima banca per omoinnesti vascolari che rappresentavano all'epoca il principale sostituto arterioso impiegato in interventi ricostruttivi.
Nel 1958 fu il primo chirurgo al mondo a realizzare un intervento chirurgico di sostituzione di un aneurisma in diretta televisiva.
Nel 1960 realizzò uno dei primi interventi per aneurisma aorto-iliaco al mondo.
Nel 1968 insieme ai suoi associati Roger Smith e Joseph Elliott realizzò il primo trapianto di rene allogenico al mondo.
Nel 1971 partecipò ad uno dei primi interventi chirurgici di reimpianto di arto superiore coronati da successo in una bambina di sette anni di età.
La sua onestà intellettuale ed il suo rigore scientifico lo portarono comunque, precocemente, a comprendere che un intervento o una tecnica non potevano essere considerati efficaci, in particolare in chirurgia vascolare elettiva, sulla sola scorta dei risultati immediati. Pertanto nell'intervallo di tempo tra il 1951 e il 1984, durante il quale realizzò oltre 5000 interventi di ricostruzione arteriosa, inserì la quasi totalità dei pazienti operati in un registro informatico di follow-up (il 97% dei pazienti trattati ebbero un follow-up maggiore di 5 anni).

## Attività scientifica
Emerick Szilagyi rappresentò un importante punto di riferimento nel panorama della chirurgia vascolare statunitense ed internazionale. Egli raggiunse livelli di eccellenza in tutti gli aspetti dell'attività professionale, come clinico, chirurgo, educatore, ricercatore, scrittore, editore ed oratore.
Pubblicò oltre 250 lavori scientifici e realizzò letture e conferenze in tutto il mondo sino all'età di oltre 90 anni. I suoi articoli più importanti furono, da lui stesso, raccolti in una pubblicazione intitolata Ford Hospital Department of Surgery Division II (Vascular) Reprints (1955-1977).
Con il suo meticoloso lavoro egli ha accompagnato la chirurgia vascolare nel percorso che l'ha elevata dal rango di materia empirica, descrittiva, artigianale allo status di disciplina medica scientificamente supportata.
Resta leggendaria la documentazione estensiva da lui offerta della storia naturale delle patologie vascolari e del loro trattamento, basata su un'analisi delle caratteristiche istologiche, dello studio della patogenesi, di una attenta valutazione del quadro clinico-strumentale e soprattutto di un meticoloso monitoraggio dei risultati anche a medio-lungo termine dei trattamenti realizzati.
La sua eredità più importante è stata, difatti, rappresentata dalla necessità da lui chiaramente espressa di inserire in un attento follow-up tutti i pazienti sottoposti ad una ricostruzione arteriosa. Egli ha sviluppato, come già menzionato, il primo registro vascolare computerizzato ed il suo rigore scientifico continua ad essere il modello seguito dai migliori programmi di ricerca in chirurgia e patologia vascolare.
Egli è stato il primo a dimostrare con un valido supporto scientifico che il trattamento preventivo dell'aneurisma dell'aorta addominale incrementa la sopravvivenza dei pazienti pubblicando nel 1966 The Contribution of Aortic Aneurysmectomy to Prolongation of Life, che giustamente appartiene al repertorio basilare della chirurgia vascolare. Tale lavoro, difatti, oltre a precorrere sistemi di valutazione validati da analisi statistiche, riporta conclusioni inerenti al trattamento della patologia aneurismatica ancora attuali ad oltre quarant'anni di distanza.
Realizzò tra il 1962 ed il 1967 studi sperimentali su animali testando diversi tipi di condotti sintetici e sperimentò l'efficacia di una protesi di Dacron estensibile di sua ideazione che porta il suo nome introdotta nella pratica clinica nel 1967.
La sua precoce conoscenza della alterazione strutturale degli omoinnesti arteriosi e la descrizione delle variazioni istologiche a cui andavano incontro gli innesti venosi autologhi ed i condotti sintetici impiantati nel sistema arterioso hanno rappresentato contributi essenziali e vere pietre miliari che continuano ad essere citati in letteratura dopo mezzo secolo. Lo studio da lui realizzato sull'evoluzione delle infezioni del sito chirurgico nei pazienti precedentemente sottoposti ad impianto di protesi vascolari, gli consentì di introdurre una classificazione, che da lui prende il nome, che distingue le infezioni superficiali da quelle che interessano la protesi e che per le grosse implicazioni terapeutiche è ancora impiegata nella pratica clinica a distanza di oltre trentacinque anni.
Come contributo finale al mondo della medicina nel 2008, all'età di 98 anni, un anno prima del suo decesso, Emerick D Szilagy ha completato la sua autobiografia.

## Attività editoriale
Nel 1984 fondò, in qualità di associate editor con Michael DeBakey e Jesse Thompson la più prestigiosa rivista interamente dedicata alla chirurgia vascolare Journal of Vascular Surgery (Mosby Editor), alla quale dedicò gran parte delle sue energie dopo la sospensione dell'attività chirurgica e della quale fu, tra il 1987 ed il 1991, Editor in chief. Per i primi sei anni della vita di questo giornale Szilagyi lesse ogni singolo contributo inviato alla rivista per la pubblicazione ed indirizzò agli autori una propria personale critica, generalmente piuttosto articolata. Interruppe la collaborazione attiva con il JVS, anche restando nel Board, quando il passaggio di cariche impose il trasferimento della sede editoriale in Canada.

## Riconoscimenti
Ha coperto la carica di presidente di numerose società scientifiche tra cui la Central Surgical Association, la Western Surgical Association, la Midwest Surgical Association, l'American Association for Vascular Surgery, l'International Society for Cardiovascular Surgery e la Society for Vascular Surgery.
Dopo la sua morte la Michigan Vascural Society ha istituito una borsa di studio per la ricerca clinica per la chirurgia vascolare a lui intitolata. Analoghe borse di studio sono state a lui intitolate dalla Midwestern Vascular Society e dall'Henry Ford Health System.
Emerick D Szilagy viene ricordato negli Stati Uniti e nel mondo della Chirurgia Vascolare, come un audace innovatore chirurgico, un rigoroso ricercatore clinico, un educatore ed un chirurgo di risonanza internazionale e la sua memoria è stata onorata all'Henry Ford Hospital di Detroit intitolando ad Emerick ed Eve Szilagyi la Cattedra di Chirurgia Vascolare.

## Scritti principali
- Skilagyi DE, A Brief Account of the Long Life of D.Emerick Skilagyi. Greenwood Academic, 2008, Evanston.
- Szilagyi DE, Smith RF, DeRusso FJ, Elliott JP, Sherrin FW. Contribution of abdominal aortic aneurysmectomy to prolongation of life. Ann Surg. 1966, 164:678–699.
- Szilagyi DE, Elliott JP, Smith RF, Reddy DJ, McPharlin M. A thirty-year survey of the reconstructive surgical treatment of aortoiliac occlusive disease. J Vasc Surg. 1986, 3:421–436.
- Szilagyi DE, Arterial substitutes: thirty years of success and failure. Ann. Vasc. Surg. 1984, 1(3):357-363.
- Szilagyi DE, Smith RF, Elliott JP, Allen HM Long term behavior of a Dacron arterial substitute: clinical, roentgenlogic and histologic correlations. Ann Surg 1965,162(3):453-477.
- Szilagyi DE, Elliott JP, Hageman JH, Smith RF, Dall'olmo CA Biologic fate of autogenous vein implants as arterial substitutes: clinical, angiographic and histopathologic observations in femoro-popliteal operations for atherosclerosis. Ann Surg. 1973, 178(3):232-46.
- Szilagyi DE, Smith RF, Elliot JP, et al. Infection in arterial reconstruction with synthetic grafts. Ann Surg 1972, 176(3):321-33.
- Szilagyi DE, Vascular substitutes. Achievements, disappointments, prospects. J CardiovascSurg 1982; 23(3):183–193.
- Szilagyi DE, McDonald RT, Smith RF, Whitcomb JG. Biologic fate of human arterial homografts. AMA Arch Surg. 1957; 75(4):506–529.
- Szilagyi DE, Rodriguez FJ, Smith RF, Elliott JP. Late fate of arterial allografts. Observations 6 to 15 years after implantation. Arch Surg. 1970; 101(6):721–733.